# Red Letter Day
Red Letter Day war eine 1989 gegründete Hamburger Band.

## Geschichte
Die Band entwickelte sich teilweise aus den Jesterbells, wo zwei der vier Gründungsmitglieder von Red Letter Day (Oliver Goetzl – Gesang und Schlagzeug und Gerrit Herlyn – Gesang und Gitarre) bereits zusammen spielten. Ergänzt wurden die beiden durch Florian Braunschweig (Bass) und Stephanie Hendel (Geige).
Die Band wurde im Sommer 1989 gegründet und nahm noch im selben Jahr ihre erste 7″-Vinyl-EP untitled auf, die sie auf Oliver Goetzls Indie-Pop-Label Marsh-Marigold Records veröffentlichte. Zahlreiche Konzerte und Club-Touren folgten 1990 und 1991: Insbesondere in Ostdeutschland wuchs eine beachtliche Fangemeinde. Als zweiter Gitarrist wurde 1992 Thomas Overdick hinzugewonnen. Insgesamt fünf Veröffentlichungen – darunter zwei Alben – hinterließ die Band, bevor sie sich 1995 wieder auflöste. Oliver Goetzl, Gerrit Herlyn und Thomas Overdick machten im Anschluss als Knabenkraut weiter zusammen Musik und feierten 2015 zwanzigjähriges Jubiläum dieser noch immer aktiven Hamburger Gitarrenpop-Band.
Der Stil von Red Letter Day ist Indie-Pop.

## Diskografie

### Alben
- 1990: Untitled (LP / Mini-Album, Marsh-Marigold Records)
- 1991: The Absurd Garden (LP, Marsh-Marigold Records)

### Singles
- 1989: Untitled (7″-EP, Marsh-Marigold Records)
- 1990: It's Absurd (7″-Split-Flexi mit Die 5 Freunde, Marsh-Marigold Records)
- 1993: Table and Chairs (3″-CD, Marsh-Marigold Records)

### Kompilationsbeiträge
- 1990: Diary Without Words auf El Dorado (LP, Roman Cabbage Vinyl)
- 1990: Arrived auf Hat das Schaf die Blume gefressen oder nicht (Kassette, Blam-A-Bit)
- 1990: Killing Time auf Mind The Gap (Kassette, Mind The Gap)
- 1990: Fondest Wish auf Heaven Sent (Kassette, Heaven Sent Records)
- 1992: From Far Away auf Nachtsonne (Kassette, Pearl Fanzine)
- 1993: Hibernation, Reception Girl, It’s Absurd auf The Marsh Marigold Review / gold 01-10 (CD, Marsh-Marigold Records)
- 1993: Aeolian Harp (Vinyl Version) auf Calling At Duke Street (LP, A Turntable Friend)
- 1993: Blues auf The Noise And The Melodies – The Pearl-Compilation (CD, Pearl-Fanzine)
- 1995: I Can't Make Love To You Anymore auf A Tribute To Felt (CD, Elefant Records, Spanien)
- 1997: Aeolian Harp, Walls auf The 2nd Marsh Marigold Review / gold 11-20 (CD, Marsh-Marigold Records)
- 1997: Aeolian Harp, Walls auf Marsh Marigold Review 2 / gold 11-20 (CD, Quince Records, Japan)
- 1997: Killing Time auf Mind The Gap: The Compilation-Tape (CD, Mind The Gap)
- 1998: Untitled auf Proud And Wild Forever (Kassette, Marsh-Marigold Records)